# La Liberté (Paris)

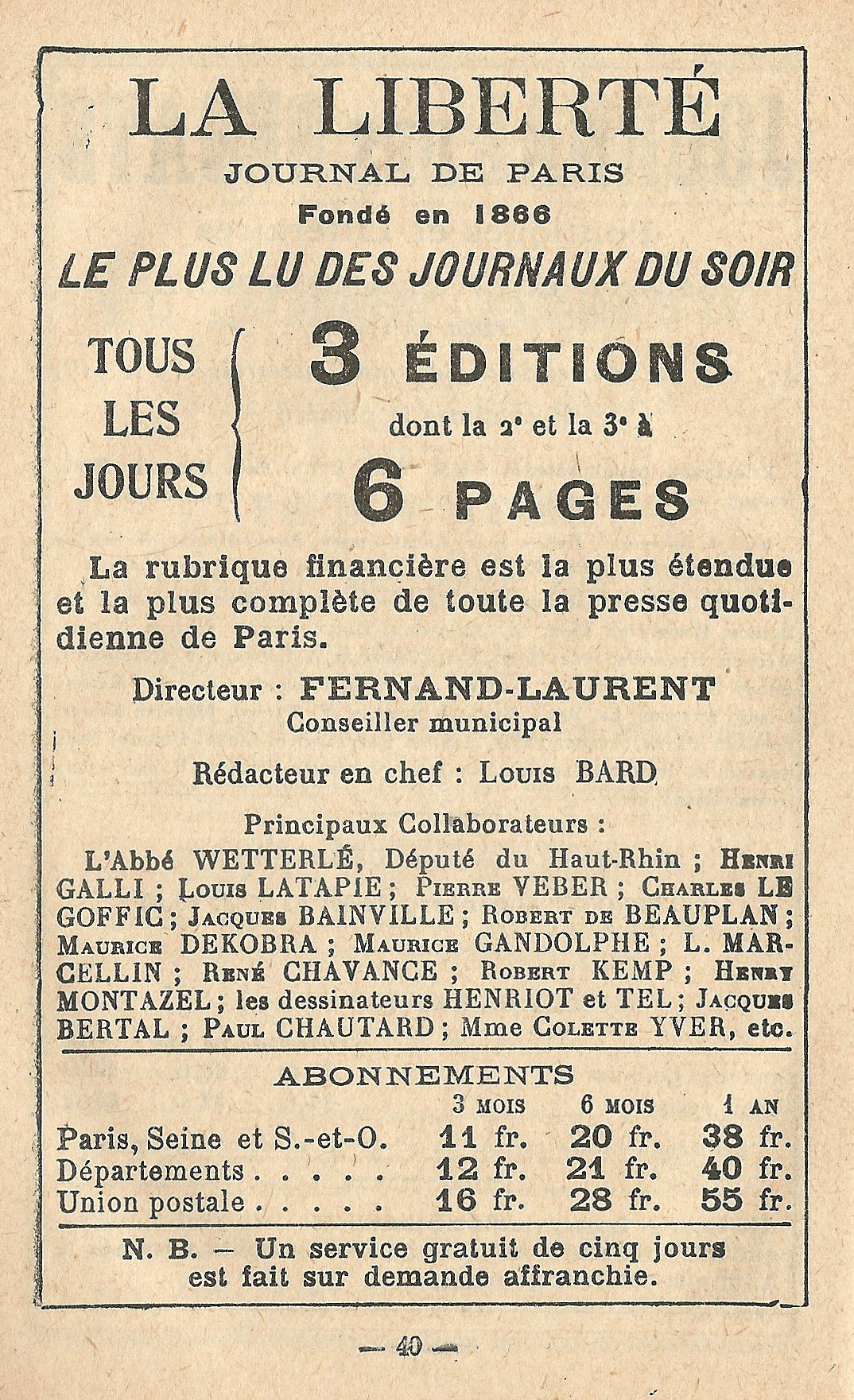
Reclamă pentru La Liberté, journal de Paris, 1921

La Liberté a fost un cotidian care a apărut din 16 iulie 1865 până în 11 iunie 1940 la Paris, Franța.

## Descriere
La Liberté este un ziar francez fondat în 1865 de către Charles Muller. În 1866 Émile de Girardin părăsește La Presse și achiziționează cotidianul La Liberté, pe care-l va conduce până în 1870.

## Directori
Directorii acestei publicații au fost următorii:
- 1866-1870: Émile de Girardin
- 1870-1876: Léonce Détroyat
- 1876-1889: Louis Gal
- 1893-1898: Jules Franck
- 1898-1911: Georges Berthoulat
- 1920-1921: Jean Fernand-Laurent
- 1922-1933: Camille Aymard
- 1934-1936: Désiré Ferry
- 1937-1940: Jacques Doriot